# Ritorno a Berlino
Ritorno a Berlino è un saggio scritto da Lilli Gruber e Paolo Borella. Bestseller pubblicato da Rizzoli, è ricordato fra i principali libri scritti da Gruber.

## Contenuto
L'opera è un'analisi delle condizioni economiche e sociali della Germania nell'anniversario del ventennio dalla caduta del muro di Berlino. Per fare ciò vengono analizzate le motivazioni che hanno portato alla riunificazione della Germania e gli obiettivi ancora da raggiungere per ottenere uno Stato in cui vi sia un'omogenea ricchezza in tutti i propri Länder. Tra i protagonisti di tale vicenda storica, compare anche lo scrittore Günter Grass che rilascia un'intervista esclusiva alla scrittrice.
Viene, inoltre, rievocata come fosse la vita a Berlino Est nonché i tentativi, alcuni falliti, altri andati a buon fine, da parte di alcuni cittadini della DDR di attraversare il Muro di Berlino, oltre che i momenti salienti del giorno della caduta del muro.

## Quei giorni a Berlino (1990)
Nell'estate 1989 Paolo Borella e Lilli Gruber si recarono in Germania per seguire gli eventi che, propagatisi dall'URSS di Gorbaciov in tutto il mondo comunista, agitavano anche la Repubblica democratica tedesca (DDR). I due osservatori poterono assistere in diretta alla ribellione in massa del popolo della Germania comunista e al crollo del Muro di Berlino. Dalla loro esperienza nacque il volume (Quei giorni a Berlino), edito dalla Nuova ERI nel 1990, cronaca documentata di quegli storici avvenimenti. Una ventina d'anni dopo, nel 2009, il libro è stato ristampato dalla Rizzoli con diversi capitoli inediti sulle trasformazioni intervenute dopo il 1989 e con un nuovo titolo (Ritorno a Berlino).  A seguire alcune testimonianze, raccolte nei giorni della caduta del Muro:
«La gente ha molta voglia di parlare, non importa con chi, vogliono solo esprimere quello che sentono mentre tentano di raggiungere l'agognata breccia. “Libera, capisce?, sono finalmente libera” mi dice tra le lacrime una donna che avrà una cinquantina d'anni...
Una donna vicino a me piange silenziosamente: “È la prima volta... Finalmente dopo tre anni posso rivedere mio figlio. È stato perseguitato a lungo, fino a quando è riuscito a scappare”...
“Quando è morta mia mamma che viveva a Colonia, quasi vent'anni fa, non mi hanno neanche permesso di andare ai suoi funerali” racconta una signora dal viso segnato ma ancora fiero. “Dopo infinite lungaggini burocratiche, l'autorizzazione al viaggio è arrivata troppo tardi. Facevano spesso così, era una maniera come tante altre per umiliarci tutti. Mia figlia ha deciso quest'estate che non ne poteva più ed è scappata con il suo fidanzato. È di là. Pensi che faccia farà quando mi vedrà!”» (pp. 203–205).

## Edizioni
- Ritorno a Berlino: il racconto dell'autunno che ha cambiato l'Europa, Milano, Rizzoli, 2009, ISBN 9788817034814, OCLC 800159651.